# Billy el "Horrendo"
Billy el "Horrendo" es una historieta de 1982 del dibujante de cómics español Francisco Ibáñez, perteneciente a su serie Mortadelo y Filemón. 

## Sinopsis
Billy el "Horrendo", uno de los criminales más brutos y horripilantes que existen, ha atracado el Banco Jeando.
La T.I.A. ha dado con una pista de su paradero y enviará a Mortadelo y Filemón a capturarlo y a recuperar el dinero robado.

## En otros medios
- Ha sido adaptado al completo en el episodio de la serie de televisión sobre los personajes, aunque recibe el nombre El caso de Billy el horrendo.[2]